# Euphorbia arida
Euphorbia arida ist eine Pflanzenart aus der Gattung Wolfsmilch (Euphorbia) in der Familie der Wolfsmilchgewächse (Euphorbiaceae).

## Beschreibung
Die sukkulente Euphorbia arida bildet sehr kleine Sträucher aus, bei denen die Wurzel in den Pflanzenkörper übergeht. Der Hauptspross wird 5 Zentimeter lang und breit und ist durch eine Musterung in 8 Millimeter große Abschnitte gegliedert. Die ausgebreiteten und gräulich gefärbten Triebe werden bis 3,7 Zentimeter lang und etwa 1 Zentimeter dick. Sie stehen radial um den zentralen Vegetationspunkt und sind mit hervorstehenden und schräg verlängerten, bis 7 Millimeter langen und 3 Millimeter breiten Warzen gemustert. Die linealischen Blätter werden bis 3 Millimeter lang und sind kurzlebig.
Es werden einzelne Cymen an den Triebspitzen ausgebildet. Sie stehen an Blütenstandstielen mit 8 Millimeter Länge. Unterhalb der Cymen befinden sich vier bis fünf langlebige Tragblätter. Die Cyathien erreichen 4 Millimeter im Durchmesser und die einzelnen Nektardrüsen sind trübgrün gefärbt und besitzen an den Rändern zwei bis 4 kurze Anhängsel. Der sitzende Fruchtknoten ist mit dünnen Haaren besetzt. Über die Frucht und den Samen ist nichts bekannt.

## Verbreitung und Systematik
Euphorbia arida ist in Südafrika im Osten der Provinz Nordkap und in der Provinz Freistaat verbreitet.
Die Erstbeschreibung der Art erfolgte 1915 durch Nicholas Edward Brown. Die Art ist Euphorbia albertensis sehr ähnlich.
Es werden folgende Unterarten unterschieden:
- Euphorbia arida subsp. arida
- Euphorbia arida subsp. camdebooensis Bruyns